# Демонстрація 25 серпня 1968 року

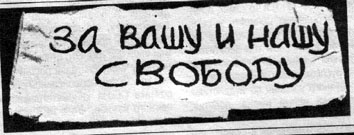
фотографія одного з плакатів демонстрантів

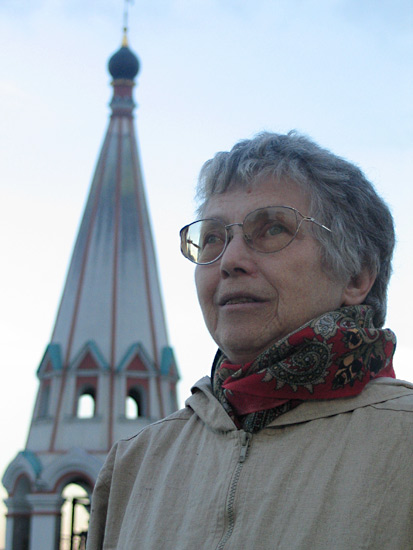
Наталя Горбаневська, 2005 р.

Демонстрація 25 серпня 1968, також звана «демонстрація сімох» — одна з найбільш значущих акцій радянських дисидентів. Була проведена на Красній площі і висловлювала протест проти вторгнення в Чехословацьку Соціалістичну Республіку військ СРСР та інших країн Варшавського договору, яке розпочалося в ніч з 20 на 21 серпня для припинення суспільно-політичних реформ у Чехословаччині, які отримали назву Празької весни.

## Учасники
- Костянтин Бабицький;
- Тетяна Баєва;
- Лариса Богораз;
- Наталя Горбаневська;
- Вадим Делоне;
- Володимир Дремлюга;
- Павло Літвінов;
- Віктор Файнберг.

## Демонстрація
Демонстрація була сидячою і відбувалася біля Лобного місця. Вісім демонстрантів рівно о 12 годині дня розгорнули плакати з гаслами «ми втрачаємо найкращих друзів», «At 'žije svobodné a nezávislé Československo!» («Хай живе вільна і незалежна Чехословаччина!»), «Ганьба окупантам!», «Руки геть від ЧССР!», «За вашу і нашу свободу!». Протягом декількох хвилин демонстранти були арештовані співробітниками міліції і КДБ в штатському, які патрулювали Красну площу, побиті й доставлені у відділення міліції.
Після арешту сім демонстрантів умовили 21-річну Тетяну Баєву відмовитися від подальшої участі у цих заходах: вона заявила, що перебувала з демонстрантами випадково, і була відпущена.

## Покарання
Демонстранти були віддані під суд (суддя — Валентина Лубенцова). Суду не вдалося встановити, хто з демонстрантів тримав кожен плакат, і всі плакати демонстрантів були кваліфіковані як наклепницькі. Зусилля демонстрантів і адвокатів (в тому числі С. В. Калістратової) переконати суд у відсутності складу злочину в діях демонстрантів виявилися марними.
Присутність на суді Віктора Файнберга, якому на допитах вибили всі передні зуби, була небажаною, тому він був направлений на психіатричну експертизу, визнаний неосудним і підданий примусовому лікуванню в Ленінградській спецпсихлікарні, де він знаходився 4 роки — з січня 1969 по лютий 1973.
Наталі Горбаневській був поставлений діагноз «невиразна шизофренія» (рос. вялотекущая шизофрения) і вона, за висновком професора Лунца, «повинна бути визнана неосудною і поміщена на примусове лікування в психіатричну лікарню спеціального типу», що і було встановлено судом.
Інші учасники демонстрації були засуджені 9-11 жовтня 1968 року за статтями КК РРФСР 190-1 («поширення наклепницьких вигадок, що ганьблять радянський суспільний і державний лад») і 190-3 («групові дії, що грубо порушують громадський порядок»): Делоне і Дремлюга отримали по три роки тюремного ув'язнення, Бабицький, Богораз і Литвинов — до трьох, чотирьох і п'яти років заслання відповідно.

## Демонстрація 2013
25 серпня 2013 в річницю подій 1968 року в Москві на Красній площі відбулась спроба ювілейної демонстрації протесту проти окупації Чехословацької Соціалістичної Республіки.
Рівно опівдні з боєм курантів 12 ліберальних активістів розгорнули розтяжку з текстом «За нашу і вашу свободу». У їх числі була учасниця демонстрації 25 серпня 1968, поетеса і правозахисниця Наталя Горбаневська.
Як і 45 років тому, акція була миттєво припинена співробітниками спецслужб. 10 осіб були схоплені та з формулюванням «за різні правопорушення» відвезені до відділення поліції. Однак Наталю Горбаневську цього разу поліція не чіпала.
Були затримані 10 осіб:
- Георгій Гришко,
- Олексій Давидов,
- Марфа Лавинська,
- Олена Макарова,
- Надія Мітюшкіна,
- Роман Петрищев,
- Олександр Риклін,
- Ніна Фальковська,
- Сергій Шаров-Делоне,
- Михайло Шнейдер.

Усіх їх доставили в відділення поліції «Китай-город», звідки пізніше випустили з протоколами за статтею 20.2 КоАП (порушення правил проведення масової акції). Суд над ними призначений на 29 серпня 2013.
Міністерство закордонних справ Чехії висловило сьогодні здивування з приводу розгону мирної демонстрації на Красній площі у столиці Росії Москві в пам'ять про протест радянських дисидентів проти вторгнення до Чехословацької Соціалістичної Республіки 45 років тому.
Російські правоохоронці розігнали мирне і неконфліктне зібрання людей, що мало на меті «згадати серпневі події 1968 року в Чехословаччині» розгортанням гасла «За нашу і вашу свободу» — «визначну подію спільної чесько-російської історії»

## Демонстрація 2018 року
50 років потому, 25 серпня 2018 року, на Красній площі з гаслом «За вашу та нашу свободу» були затримані Сергій Шаров-Делоне, Анна Красовицька (онука Наталії Горбаневської), Леонід Гозман. Анна Красовицька стояла з плакатом «Свободу Сенцову».

## Виноски
1. ↑  Радіо Свобода: 1968. 2013. Красная площадь [Архівовано 27 серпня 2013 у Wayback Machine.]
2. ↑  Грани.ру Изменить нельзя [Архівовано 27 серпня 2013 у Wayback Machine.]
3. ↑  Радіо Свобода: Чехія здивована розгоном акції в пам'ять про 1968 рік у Росії  [Архівовано 3 грудня 2013 у Wayback Machine.](укр.)
4. ↑  https://tvrain.ru/teleshow/videooftheday/na_krasnoj_ploschadi-470218/ [Архівовано 30 серпня 2018 у Wayback Machine.]? На Красной площади задержали участников акции в честь 50-й годовщины «демонстрации семерых»